# Eriophora
Eriophora es un género de arañas araneomorfas de la familia Araneidae. Se encuentra en el Este de Asia, América, Oceanía y África subsahariana.

## Lista de especies
Según The World Spider Catalog 12.0:
- Eriophora astridae (Strand, 1917)
- Eriophora aurea (Saito, 1934)
- Eriophora baotianmanensis (Hu, Wang & Wang, 1991)
- Eriophora biapicata (L. Koch, 1871)
- Eriophora edax (Blackwall, 1863)
- Eriophora flavicoma (Simon, 1880)
- Eriophora fuliginea (C. L. Koch, 1838)
- Eriophora himalayaensis (Tikader, 1975)
- Eriophora nephiloides (O. Pickard-Cambridge, 1889)
- Eriophora neufvilleorum (Lessert, 1930)
- Eriophora oculosa Zhu & Song, 1994
- Eriophora plumiopedella (Yin, Wang & Zhang, 1987)
- Eriophora poecila (Zhu & Wang, 1994)
- Eriophora pustulosa (Walckenaer, 1842)
- Eriophora ravilla (C. L. Koch, 1844)
- Eriophora sachalinensis (Saito, 1934)
- Eriophora transmarina (Keyserling, 1865)
- Eriophora tricentra Zhu & Song, 1994
- Eriophora yanbaruensis Tanikawa, 2000